# 안개꽃 (드라마)
《안개꽃》은 1982년 1월 16일에 방영된 TV문학관이다.

## 줄거리
동독에 유학 중이었던 북한 유학생 승호(노주현)는 1.4 후퇴 때 자신의 안전을 위해 처자식을 버리고 혼자 떠났던 아버지를 꼭 한번 만나봐야 겠다는 일념을 지니고 있다. 결국 승호는 이같은 집념을 이루기 위해 한국에 귀순, 서울에 들어와 아버지를 찾아 나서는데...

## 출연
- 노주현
- 박근형
- 장미희
- 주현
- 이일웅
- 김인태
- 연운경
- 남일우
- 송승환
- 김을동
- 김소원
- 남윤정
- 안영주
- 이한나
- 최창호
- 홍영자
- 곽정희
- 곽경환
- 김은선
- 민대진
- 봉정하
- 최운주
- 오중훈
- 박해상
- 임병기
- 임영식
- 송동섭
- 박승희
- 이제신
- 김채연
- 맹호림
- 김동완
- 김진애
- 봉혜선